# Jackpotjoy
Jackpotjoy är en bingosajt i Storbritannien med 4 miljoner medlemmar. Den brittiska skådespelaren Barbara Windsor har varit Jackpotjoys frontfigur under flera år och medverkat i deras TV-kampanjer. Den svenska versionen av Jackpotjoy lanserades i februari 2012. Spelsajten har olika bingospel med jackpots och så kallade Community Jackpots, som innebär att alla spelare i samma spel får en del av vinsten om någon vinner. Gamesys Europeiska sajter Jackpotjoy Sverige, Jackpotjoy UK och Spanska Botemania delar en gemensam jackpot i det länkade bingospelet Eurobingo. Den största delen av Jackpotjoys spel är slots men du kan även spela kasinospel som bland annat Roulette och Blackjack.
Jackpotjoy ägs av Gamesys Group som grundades 2001 av Noel Hayden, Robin Tombs, Andrew Dixon, samt fyra utvecklare. 2006 listades Gamesys Group som nummer ett på listan för Microsofts/Sunday Times ”Tech Track 100” som snabbast växande privata teknikföretag. ”Tech Track 100” utförs av Fast Track och rankar Storbritanniens snabbast växande teknikföretag baserat på försäljning. Företaget har sitt huvudkontor i London och har numera 600 anställda. Gamesys Group stödjer Responsible Gambling Trust, 0,15% av vinsten går till dem för att främja förebyggande åtgärder mot spelberoende. 
Leisure Spin Ltd, som tillhör Gamesys Group, driver spelsajterna utanför Storbritannien, däribland Jackpotjoy Sverige. Företaget är licensierat av och regleras av Gibraltars regering.

## Historiska milstolpar
- 2001: Gamesys Group grundas av Noel Hayden
- 2002: Jackpotjoy i Storbritannien lanseras
- 2003: Bingo lanseras
- 2004: Jackpotjoy uppnår 100 miljoner i antal spelinsatser
- 2005: Jackpotjoy får sin 100 000:e medlem
- 2006: Gamesys Group listas som nr 1 på listan för Microsofts/Sunday Times Tech Track 100. Deal or No Deal lanseras
- 2009: Jackpotjoy vinner utmärkelsen Årets Innovation med spelet Monopoly SNAP på Egaming Review Awards
- 2010:  Jackpotjoy utses till Årets Bingosajt av which.bingo.co.uk
- 2011: Jackpotjoy vinner utmärkelserna Årets Slotssajt, Årets Bingosajt och Årets Marknadsföringskampanj på eGaming Review Awards
- 2012: Jackpotjoy Sverige lanseras. Bingo Friendzy, världens första Facebook-app lanseras där man kan spela om riktiga pengar. Jackpotjoy UK betalar ut Europas största bingovinst online på £510 000 (5,6 miljoner kr)